# Talia Jakowidu
Talia Jakowidu (gr.: Θάλεια Ιακωβίδου, Tháleia Iako̱vídou; ur. 10 września 1972 w Atenach) – grecka lekkoatletka specjalizująca się w skoku o tyczce.
Podczas igrzysk olimpijskich w Sydney (2000) nie zaliczyła żadnej wysokości w eliminacjach i odpadła z dalszej rywalizacji.

## Osiągnięcia
- srebro igrzysk śródziemnomorskich (2001)
- medalistka igrzysk oraz mistrzostw krajów bałkańskich
- wielokrotna medalistka mistrzostw kraju (w tym złoto w 1999 podczas mistrzostw na stadionie)
- kilkunastokrotna rekordzistka Grecji[2]

## Rekordy życiowe
- skok o tyczce – 4,25 (2003)
- skok o tyczce (hala) – 4,06 (2002)